# Acletoxenus meijerei
Acletoxenus meijerei är en tvåvingeart som beskrevs av Oswald Duda 1924. Acletoxenus meijerei ingår i släktet Acletoxenus och familjen daggflugor. Inga underarter finns listade i Catalogue of Life.